# 革叶槭
革叶槭（学名：Acer coriaceifolium）是无患子科槭属的植物，为中国的特有植物。分布在中国大陆的湖北、贵州、广西、四川等地，生长于海拔1,500米至2,500米的地区，多生在疏林中，目前尚未由人工引种栽培。

## 变种
- Acer coriaceifolium Levl. var. microcarpum Fang et S. S. Chang